# Rio Saco
Rio Saco är ett vattendrag i Brasilien.   Det ligger i delstaten Maranhão, i den östra delen av landet, 1 300 km norr om huvudstaden Brasília.
Omgivningarna runt Rio Saco är huvudsakligen savann. Runt Rio Saco är det ganska glesbefolkat, med 34 invånare per kvadratkilometer.